# Småtjärnarna (Mörsils socken, Jämtland, 701813-138987)
Småtjärnarna är en sjö i Åre kommun i Jämtland och ingår i Indalsälvens huvudavrinningsområde. Småtjärnarna ligger i Fiskhusberget Natura 2000-område.